# Цнорі
Цнорі (груз. წნორი) — місто в східній Грузії, в муніципалітеті Сігнагі, мхаре Кахеті. До 1938 року мало назву Сакобосубані. Знаходиться в Алазанській долині, за 4 км на схід від Сігнагі. Висота над рівнем моря – 294 м. Має статус міста з 1965 року. За даними перепису 2014 року, в місті мешкає 4815 чол. У місті є промислові підприємства, заклади охорони здоров’я, освітні та культурні установи.
Під час археологічних розкопок в Цнорі виявлено групу курганів, що містять найбільш розроблені могильні пагорби серед курганів Тріалетської культури, часів ранньої бронзової доби на Південному Кавказі.
Цнорі підпорядковується єпархії Бодбе Грузинської церкви. Тут розташовано собор Святого Ілії.

## Цікавий факт
Цнорі згадується як запасний аеродром у фільмі Георгія Данелія «Міміно».